# Pays Bigouden

La bandiera del Pays Bigouden

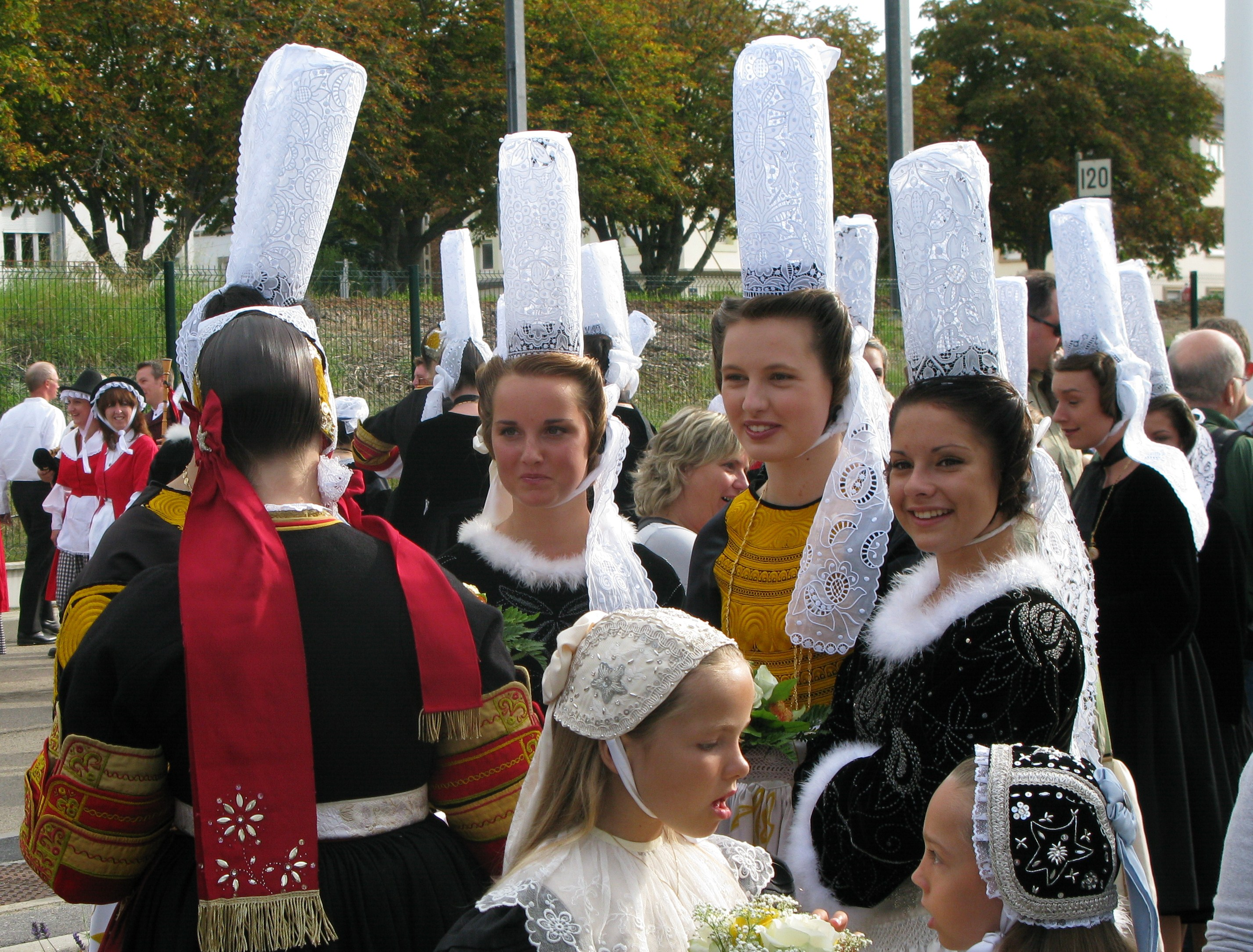
I costumi tradizionali femminili del Bigouden

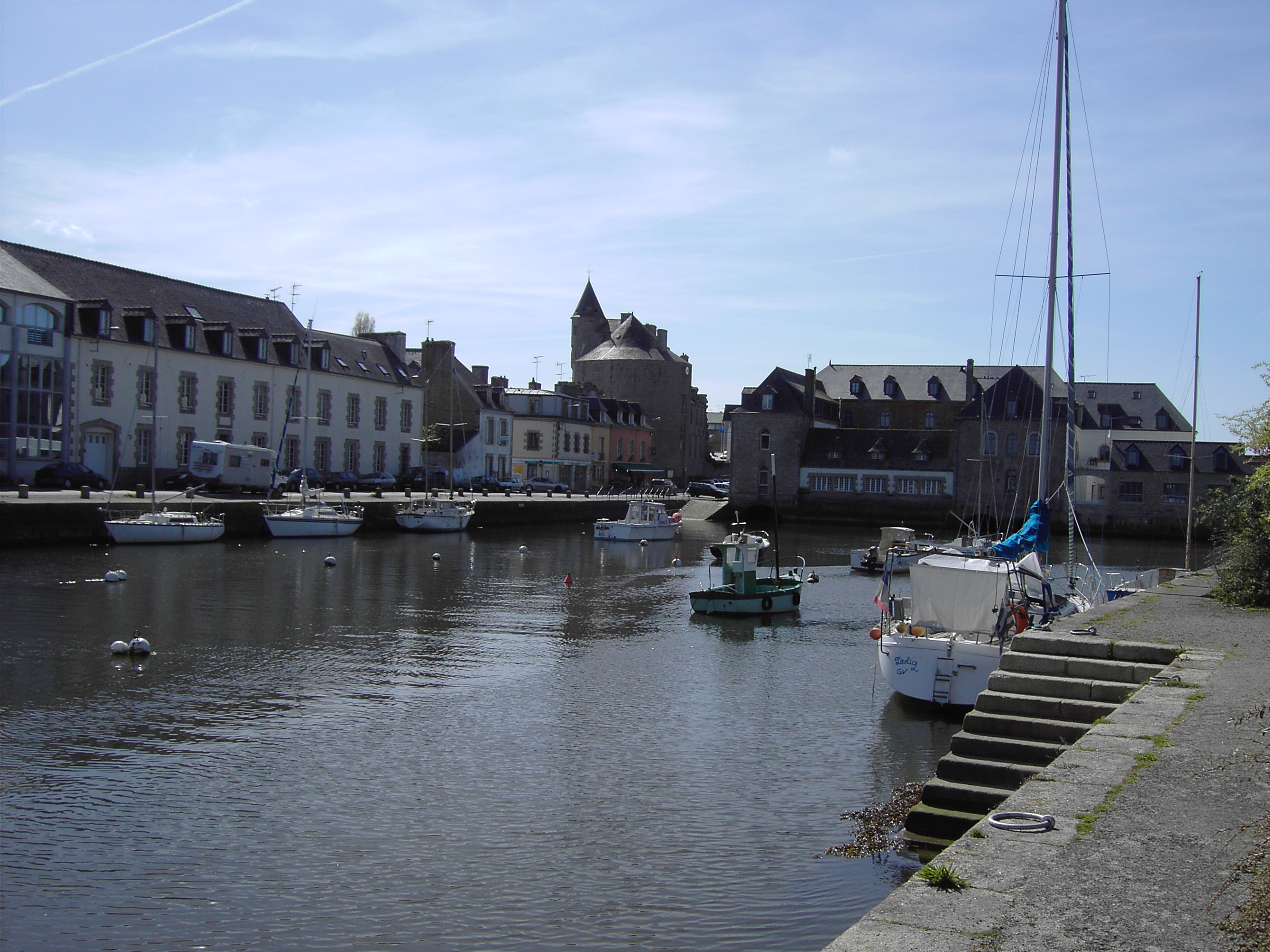
Pont-l'Abbé, "capitale" del Pays Bigouden

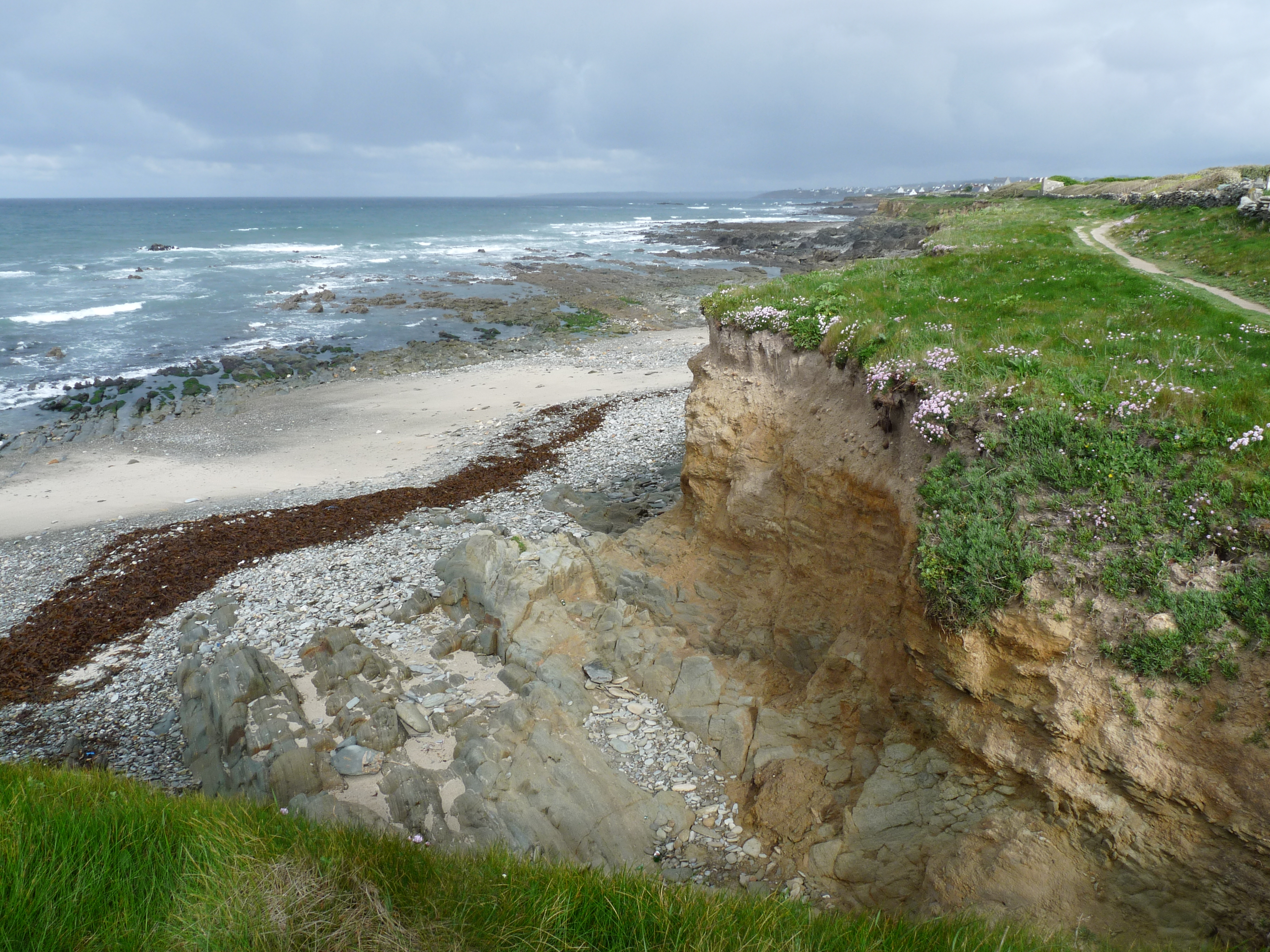
La Baia di Audierne, nel Finistère, che si estende da Audierne sino alla costa occidentale del Pays Bigouden

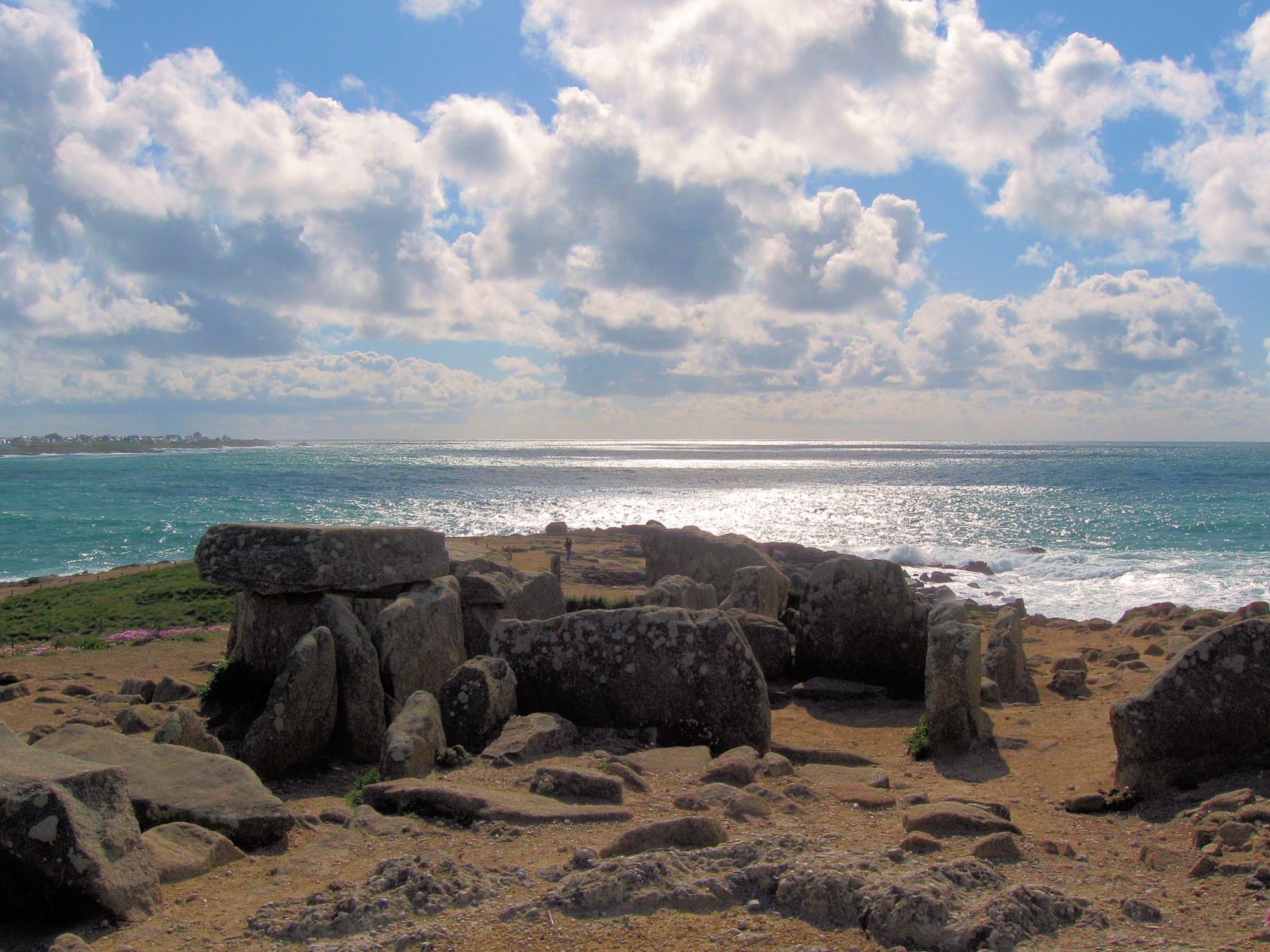
La Pointe de la Torche, promontorio sull'Atlantico a Plomeur, nel Pays Bigouden

Il Pays Bigouden o semplicemente Bigouden (in bretone: Bro-Vigoudenn) è una regione del dipartimento francese del Finistère, nel nord-ovest della Bretagna (Francia nord-occidentale), situata ad ovest di Quimper e affacciata sull'Atlantico.
Capoluogo della regione è Pont-l'Abbé. Tra le altre principali località della zona, figurano Penmarc'h, Loctudy, Plomeur e Guilvinec.
La regione si caratterizza per il forte attaccamento alle tradizioni.

## Etimologia
Il nome Bigouden deriva probabilmente dal bretone bigou o beg, che significa "punto" e fa riferimento ad un piccolo fermaglio a punta utilizzato nei copricapi femminili.

## Geografia

### Collocazione
Il Pays Bigouden si trova nel Finistère meridionale, a sud/sud-ovest della provincia storica della Cornouaille e ad ovest e nord-ovest della Foresta di Fouesnant e dell'estuario del fiume Odet e delle città di Concarneau e Quimper.
I "confini" settentrionali sono segnati dalle località di Plozévet e Landudec, quelli occidentali (da nord a sud dalle località di Plogastel-Saint-Germain, Tréméoc e Combrit Sainte-Marine. A sud, sull'Atlantico, si trovano invece Kérity (frazione di Penmarc'h), Guilvinec, Lesconil (nel comune di Plobannalec-Lesconil) e Loctudy.
La costa occidentale del Pays Bigouden (con i territori comunali di Plozévet e Penmarc'h) si affaccia sulla Baia di Audierne.

### Suddivisione amministrativa
Il Pays Bigouden è suddiviso in due entità distinte, la Communauté des communes du Pays Bigouden Sud (situata a sud-ovest dalla Cornouaille), che conta circa 38.000 abitanti e di cui fanno parte 12 comuni in un'area di 16706 ha, e la Communautè des communes du Haut Bigouden, formata da 11 comuni.

### Comuni[7]
| - Cantone di Guilvinec - Guilvinec - Treffiagat - Loctudy - Penmarc'h - Plobannalec-Lesconil | - Cantone di Pont-l'Abbé - Combrit Sainte-Marine - Île-Tudy - Plomeur - Pont-l'Abbé - Saint-Jean-Trolimon - Tréguennec - Tréméoc | - Cantone di Plogastel-Saint-Germain - Landudec - Peumérit - Plogastel-Saint-Germain - Plovan - Plozévet - Plonéour-Lanvern - Pouldreuzic - Tréogat |

## Bandiera
La bandiera del Pays Bigouden fu realizzata nel 1992 da Bernard Le Brun su iniziativa dell'Association de Promotion du Pays-Bigouden.
I suoi colori sono il giallo e il rosso, ovvero i colori del capoluogo Pont-l'Abbé.

## Storia
I primi insediamenti nella zona risalgono al Paleolitico: si trattava di una popolazione semi-nomade, dedita alla pesca (attività) e alla caccia.
Nel V secolo d.C., si insediò nella regione il popolo bretone, cacciato dall'attuale Gran Bretagna dagli Angli e Sassoni.

Sempre nel corso del V secolo, iniziò l'opera di cristianizzazione, operata in zona da San Tudy, che si era stabilito a l'Île-Tudy e i cui successori fondarono un monastero a Loctudy, monastero poi distrutto dai Normanni nel IX secolo. I Normanni furono poi cacciati dalla regione nel secolo successivo.
Nel corso del Medioevo, fu costruito un castello a Pont-l'Abbé, che, nel frattempo, era diventata la "capitale" del Pays Bigouden. Il castello fu attaccato e gravemente danneggiato durante le guerre della Lega cattolica.
Nel 1675, avvenne nel Bigouden, come nel resto della Bassa Bretagna, la cosiddetta "rivolta dei berretti rossi", durante la quale, la popolazione, che indossava un berretto rosso, inscenò una protesta contro re Luigi XIV affinché togliesse la corvée, le tasse sul raccolto, ecc. La protesta fu però duramente repressa dal governatore della Bretagna.

## Flora & Fauna

### Flora
Nelle dune della costa del Bigouden crescono la calystegia soldanella e l'ammophila arenaria.

### Fauna
Nel Bigouden vivono poche specie di uccelli, che sopravvivono grazie all'abbondanza di insetti, e la lontra, chiamata qui dourgenn.

## Luoghi d'interesse[2][4][5][14]
- la Baia di Audierne
- la Pointe de la Torche, con il dolmen di Pointe de la Torche
- la Pointe de Penmarc'h
- il Complesso parrocchiale di Notre-Dame de Tronoën, con il più antico calvario della Bretagna[2]
- il Faro di Eckmühl, nei pressi di Penmarc'h
- il Castello di Pont-l'Abbé con il Musée Bigouden
- il Manoir de Kerazan
- la Necropoli di Pointe de Souc'h
- la Chiesa di Loctudy
- la Chiesa di St-Nonna, a Penmarc'h
- il Musée préhistorique finistérienne, a Saint-Guénolé
- l'Écomusée du Pays Bigouden, a Kervazégan

## Tradizioni

### Lacoiffe bigoudène
Un elemento distintivo dei costumi degli abitanti del Bigouden è la coiffe bigoudène, il lungo copricapo in pizzo portato dalle donne della Bretagna e, in particolare, di questa regione.
La coiffe bigoudène si caratterizza per la sua altezza di oltre 30 centimetri.
La coiffe bigoudène trae origine dalla cuffia nera portata dalle donne bretoni nel XIX secolo, che successivamente iniziò ad ingrandirsi tra il 1918 e il 1940.

Pare che tale innalzamento ricordi un fatto storico, ovvero un atto di protesta contro re Luigi XVI che aveva fatto abbattere le guglie dei campanili, protesta durante la quale le donne avevano sollevato le loro coiffes.
Oggi questo copricapo è ancora indossato da un centinaio di donne. Negli anni sessanta, erano invece 3.000 le donne che seguivano ancora questa tradizione.

### Il costume tradizionale del Bigouden
Il costume tradizionale del Bigouden prese forma soprattutto tra il 1850 e il 1900 come evoluzione del costume tradizionale bretone, che iniziò a discostarsi da quello del resto della Francia dopo la Rivoluzione francese.
Sia il costume femminile che quello maschile si caratterizzano per i particolari ricami, che possono raffigurare soggetti vari, quali il sole (simbolo di gioia), il cuore (simbolo dell'amore), la felce (simbolo di abbondanza), la piuma di pavone (simbolo di fierezza), le corna di montone (simbolo di coraggio e di forza), la lisca di pesce (in ossequio alle tradizioni marinaresche della zona), il dente di una sega (simbolo del lavoro), ecc.
La realizzazione di questi ricami spetta agli uomini.
|  |